# Motorikša
Motorikša je motorizovana verzija vučene rikše ili biciklističke rikše. Većina motorikši ima tri točka. One su poznati pod mnogim nazivima u raznim zemljama, uključujući auto, auto/ auto rikša taksi, bejbi taksi, golub, bajaj, čand gari, lapa, tuk-tuk, zvil ili tuksi.
Autorikša je čest oblik gradskog prevoza, bilo kao vozilo za iznajmljivanje, tako i za privatnu upotrebu, u mnogim zemljama sveta. One su naročito česte u zemljama sa tropskom ili suptropskom klimom, jer obično nisu u potpunosti zatvorene, i u mnogim zemljama u razvoju, jer su relativno jeftine za posedovanje i upotrebu. Od 2019. godine, Bajaj Auto iz Pune, Indija, najveći je svetski proizvođač autorikši. Ova firma prodaje preko 780.000 primeraka godišnje.
Postoji mnogo različitih vrsta, dizajnerskih rešenja i varijacija autorikše. Najčešći tip karakteriše limeno telo ili otvoreni okvir, koji počiva na tri točka; platneni krov sa spuštajućim bočnim zavesama; mala kabina napred za vozača (ponekad poznata i kao autovala), sa komandama na upravljaču; i zadnji prostor za teret, putnike ili dvostruku namenu. Još jedan uobičajeni tip je motocikl koji ima proširenu bočnu prikolicu ili, ređe, gura ili vuče putničku sekciju.

## Poreklo
Tokom tridesetih godina prošlog veka Japan, koji je u to vreme bio najindustrijalizovanija zemlja istočne Azije, podstakao je razvoj motornih vozila, uključujući i jeftinija vozila na tri točka zasnovana na motociklima. Mazda-Go, otvoreni „kamion“ sa 3 točka, pušten u prodaju 1931. godine, često se smatra prvim pripadnikom od onoga što je postalo poznato kao autorikša. Kasnije te decenije japansko Ministarstvo pošte i telekomunikacija Japana distribuiralo je oko 20.000 polovnih trotočkaša u jugoistočnu Aziju kao deo napora da proširi svoj uticaj u tom regionu. Oni su postali popularni u pojedinim oblastima, posebno na Tajlandu, koji je razvio lokalnu proizvodnju i dizajn nakon što su trotočkaši prestali da se koriste u Japanu kada je japanska vlada ukinula dozvolu za upotrebu tri točkaša 1965. godine.
Proizvodnja u jugoistočnoj Aziji započela je montažne proizvodnjom Dajhacu Midžeta, koja je otpočela 1959. godine. Izuzetak je autohtono modifikovani filipinski tricikl, koji potiče od motocikla Rikuo Tip 97 sa prikolicom, koji je na ostrva uvela Japanska carska vojska tokom Drugog svetskog rata 1941. godine.
U Evropi je Koradino Daskanio, dizajner aviona u Pjađiu i izumitelj Vespe, došao na ideju da izgradi laka komercijalna vozila na tri točka za pogon posleratne ekonomske rekonstrukcije Italije. Pjađio ejp je bio sledeći model iz 1947. godine.

## Regionalne varijacije

### Afrika i Bliski istok

#### Gaza
Zajedno sa nedavnim procvatom rekreativnih objekata u Gazi za lokalne stanovnike, tuk-tukovi su skoro potisnuli magareća kola 2010. Zbog zabrane Egipta i Izraela na uvoz većine motorizovanih vozila, tuk-tukovi su morali da budu prokrijumčareni u delovima kroz mrežu tunela koja povezuje Gazu sa Egiptom.

#### Madagaskar
Na Madagaskaru, rikše na ljudski pogon su uobičajen oblik prevoza u brojnim gradovima, a posebno u Ancirabeu. Poznate su kao „posi” od pousse-pousse, što znači guranje. Biciklističke rikše su se pojavile od 2006. godine u brojnim ravničarskim gradovima kao što je Toamasina i zamenile su veći deo posija, a sada im prete auto rikše, uvedene 2009. Glavni gradovi provincija kao što su Toamasina, Mahadžanga, Tolijara i Anciranana ih brzo preuzimaju. Oni su poznati kao „badžadži” na severu i „tuk-tuk” ili „tik-tik” na istoku, a sada imaju dozvolu za rad kao taksi vozila. Još uvek im nije dozvoljena radna dozvola u zagušenoj i zagađenijoj prestonici, Antananarivu.

#### Nigerija
Auto-rikša se koristi za prevoz u gradovima širom Nigerije. Međutim, popularnost i upotreba variraju u zavisnosti od dela zemlje. U Lagosu, na primer, „keke“ (jorubski za bicikl) su regulisane i prevoz oko državnih autoputeva je zabranjen.

#### Južna Afrika
Tuk-tukovi, uvedeni u Durban tokom kasnih 1980-ih, uživaju sve veću popularnost poslednjih godina, posebno u Gautengu. U Kejptaunu se koriste za dostavu namirnica, a odnedavno i za prevoz turista.

#### Tanzanija
Lokalno poznati kao „badžadži“, oni su uobičajen način prevoza u Dar es Salamu, i mnogim drugim gradovima i selima.

#### Uganda
Lokalna kompanija za dostavu pod nazivom Sokovač je 2020. godine započela pilot projekat koji koristi električne tuk-tukove, kako bi se smanjilo zagađenje.

### Južna Azija

#### Avganistan
Auto-rikše su veoma česte u istočnom avganistanskom gradu Džalalabadu, gde su popularno ukrašene umetničkim radovima i bojama. Takođe su popularne u severnom gradu Kunduzu.

#### Bangladeš
Motorikše (lokalno nazvane „bejbi taksiji” i u novije vreme "CNG" zbog svog izvora goriva, komprimovanog prirodnog gasa) su jedan od popularnijih načina transporta u Bangladešu uglavnom zbog svoje veličine i brzine. Oni su najpogodniji za uske, prepune ulice i stoga su glavno sredstvo za pokrivanje većih udaljenosti unutar urbanih sredina.
Dvotaktni motori su identifikovani kao jedan od vodećih izvora zagađenja vazduha u Daki. Stoga su od januara 2003. godine tradicionalne motorikše zabranjene u prestonici; samo je novim modelima na prirodni gas (CNG) bilo dozvoljeno da rade unutar granicama grada. Svi CNG-ovi su ofarbani zelenom bojom kako bi se označilo da su vozila ekološki podesna i da svako ima ugrađen merač.

## Literatura
- Bandyopadhyay, Subir (1990). Calcutta cycle-rickshaw pullers: a sociological study. Minerva Associates Publications. ISBN 978-8185195278.
- Fung, Chi Ming (2005). Reluctant Heroes: Richshaw Pullers in Hong Kong And Canton, 1874-1954. Hong Kong University Press. Royal Asiatic Society of Great Britain and Ireland. ISBN 978-9622097346.
- Indian Institute of Economics (1962). A socio-economic survey of rickshaw drivers in Hyderabad City area. A.P.
- Mulhall, Priscilla (2010). Solar-assisted Electric Auto Rickshaw Three Wheeler. Illinois Institute of Technology.
- Warren, James Francis (2003). Rickshaw Coolie: A People's History of Singapore, 1880-1940. NUS Press. ISBN 978-9971692667.
- Chamberlain, Basil Hall (1891). Things Japanese: being notes on various subjects connected with Japan for the use of travellers and others. K. Paul, Trench, Trübner & Co., Ltd. стр. 241–242.
- Chris Rowthorn (2007).  Chris Rowthorn, ур. Japan (10 изд.). Lonely Planet. стр. 44. ISBN 978-1741046670.
- James Francis Warren (2003). Rickshaw Coolie: A People's History of Singapore, 1880-1940. NUS Press. стр. 14. ISBN 978-9971692667.
- David Diefendorf (2007). Amazing . . . But False!: Hundreds of "Facts" You Thought Were True, But Aren't. Sterling Publishing Company. стр. 223. ISBN 978-1402737916.
- Chris Carlsson (2002). Critical Mass: bicycling's defiant celebration. AK Press. стр. 170. ISBN 978-1902593593.
- DK Publishing; Stephen Mansfield (2009). Eyewitness Top 10 Travel Guide Series: Tokyo. Penguin. стр. 84. ISBN 978-0756653675.
- Louis Frédéric (2002). Japan enciklopedia. Käthe Roth (translator). Harvard University Press. стр. 424. ISBN 978-0674017535.
- Boye De Mente (2010).  Demetra De Ment, ур. The Bizarre and the Wondrous from the Land of the Rising Sun!. Cultural-Insight Books. стр. 94. ISBN 978-1456424756.
- Parker, F. Calvin (1990). Jonathan Goble of Japan. New York: University Press of America. ISBN 978-0-8191-7639-4.